# 2006년 아시안 게임 탁구
2006년 아시안 게임 탁구 경기는 2006년 11월 29일부터 12월 7일까지 카타르 도하에서 열렸다. 그 경기는 12월 1일 개막식 전에 시작되었다. 단식, 복식, 단체전이 개최되었으며 모든 경기는 알 아라비 실내 체육관에서 개최되었다. 

## 메달 집계
| 순위 | 국가                   | 금메달 | 은메달 | 동메달 | 합계 |
| ---- | ---------------------- | ------ | ------ | ------ | ---- |
| 1    | 중화인민공화국         | 6      | 2      | 3      | 11   |
| 2    | 홍콩                   | 1      | 2      | 2      | 5    |
| 3    | 대한민국               | 0      | 2      | 3      | 5    |
| 4    | 싱가포르               | 0      | 1      | 2      | 3    |
| 5    | 중화 타이베이          | 0      | 0      | 3      | 3    |
| 6    | 조선민주주의인민공화국 | 0      | 0      | 1      | 1    |
| 합계 | 합계                   | 7      | 7      | 14     | 28   |